# Stud à cinq cartes
Le Stud à cinq cartes, Five-card stud en anglais, est une variante du poker dans laquelle chaque joueur reçoit une carte fermée et quatre cartes ouvertes. Il est aussi appelé Cincinnati Kid ou jeu du Kid de Cincinnati.

## Origines
Le Stud à 5 cartes est historiquement la première des variantes du poker ouvert, c'est en 1850 qu'elle voit le jour sous la forme que nous lui connaissons actuellement. Encore méconnu à cette époque, ce n'est que quinze ans plus tard, par le biais du bouche à oreille, que le Stud Five commencera à devenir populaire aux États-Unis.  Pour devenir très joué dans les salles de jeux et les casinos au début des années 1900. Cette version du poker fut immortalisée en 1965 par l'acteur Steve Mc Queen dans le film Le Kid de Cincinnati. En 1968 est tourné un western américain d'Henri Hathaway Five Card Stud (Cinq cartes à abattre). Une partie de Five Card Stud se dénoue par le lynchage d'un tricheur puis par l'assassinat par vengeance des meurtriers, malgré la tentative d'un joueur professionnel, d'empêcher toutes ces exécutions.
Le World Series Of Poker (WSOP) qui est un tournoi organisé pour disputer du titre de champion du monde a été joué durant 4 années (de 1971 à 1974) successives avec le Five Stud Poker, puis ce dernier a ensuite été délaissé au profit du Texas Hold´Em.
Aujourd'hui Le Stud à 5 cartes a perdu de sa célébrité et on ne le pratique peu ou pas dans les casinos. Il est davantage pratiqué dans les cercles amateurs.

## Règles
Chaque joueur mise, avant de recevoir des cartes, un enjeu déterminé appelé ante. L'ensemble de ces enjeux forme le pot initial.
Le donneur (dealer en anglais) distribue à chacun une carte qu'il pose face cachée sur la table. Seul le joueur à qui elle est destinée a le droit de la regarder. Puis chaque joueur reçoit une autre carte face visible. Le premier tour d'enchères s'engage alors, en commençant par le joueur qui a la plus faible carte exposée.
Une fois les enchères terminées, une deuxième carte, visible, est distribuée aux joueurs restant en lice pour un nouveau tour d'enchères. Et ainsi de suite jusqu'à ce que chaque joueur restant en jeu ait une carte fermée (Pocket Card) et quatre cartes ouvertes.
Après la distribution de la dernière carte ouverte, il y a un dernier tour d'enchères, à l'issue duquel les joueurs encore en jeu retournent leur Pocket Card. La plus forte combinaison l'emporte.
Un autre tour de carte est lancé et ainsi de suite. Chaque joueur est libre de quitter la table à tout moment.

## Les variantes
Mis à part le Stud à 5 cartes, il existe d'autres variantes du stud poker jouables :
dans ces versions, toutes les cartes sont privatives, mais certaines sont ouvertes et d'autres fermées.
- Le Stud à sept cartes, Seven-card stud (trois cartes fermées, quatre cartes ouvertes, existe en modes high, low ou high/low).
- Le Stud Eight-or-Better est le nom donné au Stud à sept cartes joué en high/low.
- Le Razz ou Nullot est le nom donné au Stud à sept cartes joué en low.
- Le Queen and follow se joue comme le seven-card stud mais les Q sont joker ainsi que la carte qui est donnée après le Q. Cette carte qui est donnée après le Q n'est joker que jusqu'à ce qu'un autre Q soit donné, dans ce cas c'est la carte qui est donnée après le dernier Q qui est joker (existe en modes high ou high/low).
- Le mambo stud poker, variante amusante du stud poker